# 森正人 (国文学者)
森 正人（もり まさと、1948年9月9日- ）は、日本の中世日本文学研究者、熊本大学名誉教授。尚絅大学・尚絅大学短期大学部学長。

## 人物
鹿児島県日置郡金峰町（現南さつま市）出身。1971年熊本大学法文学部文学科卒、1976年東京大学大学院国文学専攻博士課程中退、愛知県立大学専任講師、助教授、82年日本古典文学会賞受賞（「説話形成と天竺・震旦仏法史」ほか一連の『今昔物語集』研究に）。熊本大学助教授をへて教授。2014年定年退任、名誉教授。2015年、尚絅大学・尚絅大学短期大学部学長に就任
。
『今昔物語集』など中古・中世の説話を研究する。

## 著書
- 『今昔物語集の生成』和泉書院 1986
- 『源氏物語と 「もののけ」』」熊本日日新聞社 熊本大学ブックレット 知のフロンティア講座　2009
- 『場の物語論』若草書房 中世文学研究叢書　2012
- 『古代説話集の生成』笠間書院、2014
- 『国文学こぼれ種』(随筆文庫 和泉書院, 2019.3
- 『龍蛇と菩薩 伝承文学論』(和泉選書 和泉書院, 2019.6
- 『古代心性表現の研究』岩波書店　2019

### 共編著
- 『日本の文学　今昔物語集』小峯和明と校訂 ほるぷ出版 1987
- 『今昔物語集 5 新日本古典文学大系』岩波書店 1996
- 『東アジアの文化構造』工藤敬一,金原理共編 九州大学出版会 1997
- 『文学史の古今和歌集』鈴木元共編 和泉書院 2007
- 『細川幽斎 戦塵の中の学芸』鈴木元共編集　笠間書院 2010
- 『細川家の歴史資料と書籍 永青文庫資料論』稲葉継陽共編　吉川弘文館 2013